# Estrella de disc
En astronomia es denomina estrella de disc a una estrella que es troba dins el disc galàctic d'una galàxia espiral, com és el cas de la nostra galàxia, la Via Làctia.
Les anomenades estrelles de disc fi, tals com el Sol o Alfa Centauri, es troben a una distància típica d'uns 1000 anys llum del centre del pla de la galàxia. Per altra banda, les estrelles de disc gruixut, com Lalande 21185, tendeixen a tenir velocitats més altes fora del pla galàctic i es troben a una distància mitjana d'uns 3500 anys llum del centre del pla galàctic. La brillant Arcturus (α Bootis) i Menkent (θ Centauri) podrien ser estrelles del disc gruixut galàctic.
Més enllà del disc gruixut de la galàxia es troba l'halo galàctic.

## Exemples d'estrelles del disc gruixut
En la taula de sota figuren algunes estrelles de les quals la probabilitat de pertànyer al disc gruixut galàctic és major del 90%.
| Nom              | Número de catàleg HD | Tipus espectral | Màxima distància al centre del pla galàctic (kpc) | Probablitat de pertànyer al disc gruixut |
| ---------------- | -------------------- | --------------- | ------------------------------------------------- | ---------------------------------------- |
|                  | HD 76932             | F7-8IV          | 1,69                                              | 1,00                                     |
| 35 Pegasi        | HD 212943            | K0III           | 1,69                                              | 0,92                                     |
| 34 Vulpeculae    | HD 203344            | K1III           | 1,38                                              | 0,96                                     |
| 27 Arietis       | HD 15596             | G5III-IV        | 1,13                                              | 0,98                                     |
| Gliese 783       | HD 191408            | K2V+M4V         | 1,09                                              | 0,97                                     |
| 24 Bootis        | HD 127243            | G3IV            | 1,05                                              | 0,98                                     |
| 72 Herculis      | HD 157214            | G0V             | 1,03                                              | 1,00                                     |
| 171 Puppis       | HD 63077             | F9 V            | 0,91                                              | 0,99                                     |
|                  | HD 199288            | G2V             | 0,88                                              | 1,00                                     |
| 14 Andromedae    | HD 221345            | K0III           | 0,43                                              | 0,99                                     |
| 16 Virginis      | HD 107328            | K0IIIb          | 0,40                                              | 0,96                                     |
|                  | HD 62301             | F8V             | 0,20                                              | 1,00                                     |
| Épsilon Fornacis | HD 18907             | G5IV            | 0,17                                              | 0,96                                     |
| 65 Leonis        | HD 96436             | G9III           | 0,07                                              | 0,96                                     |
| Arcturus         | HD 124897            | K1.5III         | 0,04                                              | 0,99                                     |